# Анкерне кріплення

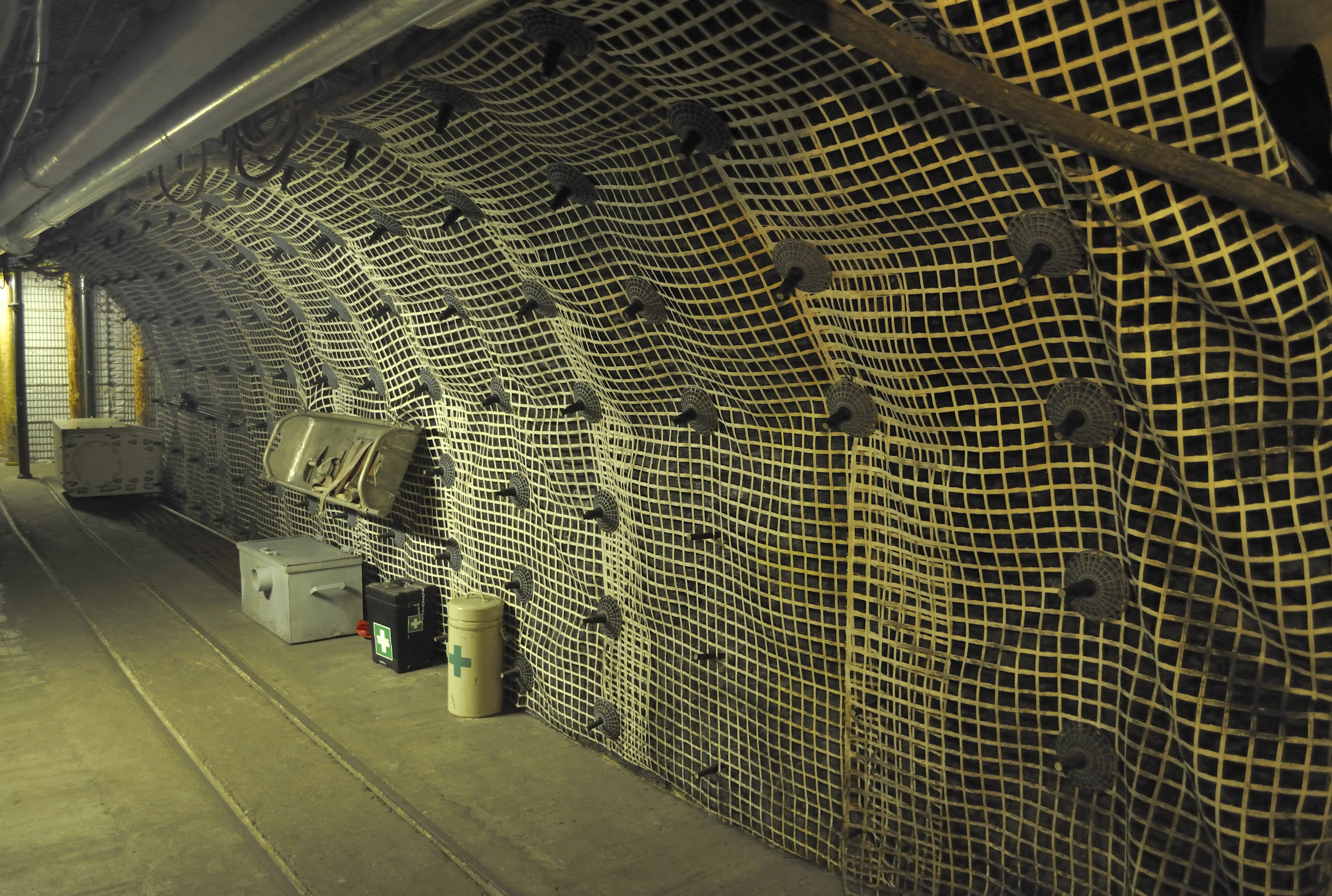
Виробка, закріплена анкерами

А́нкерне крі́плення — гірниче кріплення (з 1900), основним елементом якого є металевий, залізобетонний, полімерний чи дерев'яний стрижень (анкер), закріплений у шпурі чи свердловині за допомогою замків або закріплювальних сумішей. Складовими частинами кріплення є опорні плити, підхвати та міжанкерна огорожа (зазвичай — сталева дротяна сітка). Анкерне кріплення призначене для зміцнення масиву і підвищення стійкості його оголень шляхом скріплення різних за міцністю породних шарів та для протистояння розтягувальним зусиллям в породах склепіння природного обрушення. Тримкість одного вклеюваного анкера становить 150—300 кН. Основні переваги анкерного кріплення в порівнянні з арковим кріпленням — механізація підземних робіт та економічність.
Встановлення анкерів гірничого кріплення має назву «Анкерування».
Анкерно-рамне кріплення — анкерне кріплення, встановлене у виробці в поєднанні з рамним металевим, залізобетонним або дерев'яним кріпленням. Застосовується для кріплення підготовчих виробок в слабких недостатньо стійких породах, де одне анкерне кріплення не забезпечує стійкість виробок.